# Nelli Alexanian
Nelli Alexanian o Nelli Aleksanyan Çadır (3 d'octubre de 1974) és una jugadora d'escacs turca nascuda a, i originaria de, Geòrgia. Alexanian és Mestre Internacional Femení des del 2005. També va representar Rússia en la seva carrera esportiva. Va participar al Campionat d'Europa d'escacs individual 2019 en representació de Turquia.